# Враневци
 Тази статия е за битолското село.  За положкото вижте Врановци.  
Враневци (на македонска литературна норма: Врањевци) е село в южната част на Северна Македония, община Новаци.

## География
Селото е разположено в западните склонове на Селечката планина на 15-на километра източно от град Битоля.

## История
В XIX век Враневци е изцяло българско село в Битолска кааза на Османската империя. Според статистиката на Васил Кънчов („Македония. Етнография и статистика“) от 1900 година Вранявци има 230 жители, всички българи християни.
На Етнографската карта на Битолския вилает на Картографския институт в София от 1901 година Врановци е чисто българско село в Битолската каза на Битолския санджак с 24 къщи.
В началото на XX век християнското население на селото е под върховенството на Българската екзархия. По данни на секретаря на екзархията Димитър Мишев („La Macédoine et sa Population Chrétienne“) в 1905 година в Враниевци има 200 българи екзархисти.
Според преброяването от 2002 година селото е обезлюдено.

## Личности
Родени във Враневци
- Цане Здравковски (1936 – 2010), писател от Северна Македония